# Тихоцкий, Сергей Георгиевич
Сергей Георгиевич Тихоцкий 1-й (1807—1872) — русский офицер инфантерии, генерал-майор, участник русско-турецкой (1828–1829) и Крымской войн.

## Биография
Родился 8 (20) апреля 1807 год в слободе Верхняя Дуванка Купянского уезда Харьковской губернии в семье берг-гешворена Георгия Яковлевича Тихоцкого и его законной жены Прасковьи Сергеевны (урождённой Фениной) из старинного русского дворянства Харьковской губернии. Потомок гетмана Д.П. Апостола.
Окончил курс наук в Николаевском училище гвардейских юнкеров и удостоился производства в гвардию.
В службу вступил в лейб-гвардии Московский полк унтер-офицером 2 апреля 1827 года, произведён в подпрапорщики 14 июля того же года. Произведён в первый офицерский чин — прапорщика — 6 декабря 1828 года, в 1829 награждён годовым жалованием. Подпоручик — с 28 января 1832 года, поручик — 28 января 1833.
С 22 февраля по 23 июня 1836 года командовал ротой Его Величества в лейб-гвардии Гренадерском полку.
Произведён в штабс-капитаны — 26 апреля 1837 года, в капитаны — 6 декабря 1842. Произведён в полковники 23 сентября 1847 года с переводом в лейб-гвардии Волынский полк. 13 декабря того же года прикомандирован к лейб-гвардии Егерскому полку. 1 сентября 1852 года назначен командиром 1-го Учебного Карабинерного полка.
8 сентября 1855 года произведён в генерал-майоры, 29 ноября назначен командующим запасной бригадой 12-й пехотной дивизии, а с 16 декабря того же года — командиром 1-й Учебной Стрелковой бригады. 6 марта 1858 года зачислен по армейской пехоте и в запасные войска.
8 мая 1859 года назначен состоять по военно-учебным заведениям, а 11 июня — директором Петровского Полтавского кадетского корпуса. 11 июня 1860 зачислен по армейской пехоте и в запасные войска, 26 июня 1861 года отчислен от запасных войск с оставлением по армейской пехоте.
17 августа 1861 года уволен от службы.

## Награды
Кавалер многих российских орденов, имел медали за Турецкую войну 1828 и 1829 годов и светлую бронзовую в память войны 1853—1856 годов, а также знак отличия беспорочной службы за XXV лет.
За время службы ему было объявлено 50 монарших благоволений за отлично усердную и ревностную службу, а также за смотры, манёвры, учения и примерное поведение нижних чинов.

## Семья
Был женат на дочери адмирала Петра Ивановича Рикорда Серафиме Петровне и имел от неё 12 детей. Старший сын — Георгий (1847–после 1902) — был женат на дворянке Екатеринославской губернии Нине Александровне Беклемишевой (1852–между 1902 и 1909), старшей дочери художника-сценографа Александра Беклемишева-Реджио и сестре петербургского скульптора Владимира Беклемишева; их дальний потомок — политик и врач Ольга Богомолец.